# Behold… the Arctopus
Behold… the Arctopus ist eine US-amerikanische Band aus New York.

## Geschichte
Die Band wurde im Jahr 2001 von den Gitarristen Colin Marston und Mike Lerner gegründet. Nachdem sie bereits eineinhalb Jahre zusammen gespielt hatten, kam der Schlagzeuger Charlie Zeleny zur Band und vervollständigte die Besetzung. Marston und Lerner hatten bis zum Hinzukommen von Zeleny bereits zwei Demos online veröffentlicht, bei denen noch ein Drumcomputer zum Einsatz gekommen war. 2003 folgte das Demo Arctopocalypse Now… Warmageddon Later, dem sich 2005 die EP Nano-Nucleonic Cyborg Summoning anschloss. Um die EP zu bewerben, folgten im Juni desselben Jahres Auftritte in den USA zusammen mit Time of Orchids und Genghis Tron. Im Jahr 2006 schloss sich eine Split-Veröffentlichung zusammen mit Orthrelm an, die das neue Lied Paincave enthielt. Das Cover der Veröffentlichung wurde von Michel „Away“ Langevin (Voivod) gestaltet. Im selben Jahr erschien die Kompilation Nano-Nucleonic Cyborg Summoning, die die gleichnamige EP und das Demo Arctopocalypse Now…Warmageddon Later, sowie vier Live-Lieder umfasste. 2007 erschien über Black Market Activities das Debütalbum Skullgrid, dem sich 2012 das zweite Album Horrorscension bei demselben Label anschloss.

## Stil
Besonders charakteristisch für die Band ist der Einsatz einer Warr-Gitarre, einer 12-saitigen Gitarre, die das Klangspektrum des Basses und der Gitarre abdeckt. Die Gitarre wird durch Marston für gewöhnlich durch Tapping gespielt. Laut Marisa Brown von Allmusic wurde Nano-Nucleonic Cyborg Summoning stark durch Metal, klassische Musik des 20. Jahrhunderts und die improvisationelle Natur des Jazz beeinflusst. Conor Fynes von metal-observer.com beschrieb die Musik auf Horrorscension als technisch sehr anspruchsvollen Extreme Metal, wobei in den Liedern keine klare Songstruktur erkennbar war. Udo Gerhards von Babyblaue Seiten ordnete das Album dem Math Metal zu,

## Diskografie
- We Need a Drummer (Demo, 2002, Eigenveröffentlichung)
- Arctopocalypse Now… Warmageddon Later (Demo, 2003, Eigenveröffentlichung)
- Nano-Nucleonic Cyborg Summoning (EP, 2005, Troubleman Unlimited)
- Behold… The Arctopus / Orthrelm (Split mit Orthrelm, 2006, Crucial Blast Records)
- Nano Nucleonic Cyborg Summoning (Kompilation, 2006, Metal Blade Records/Black Market Activities)
- Memphis 6-3-06 (DVD, 2007, Eigenveröffentlichung)
- Skullgrid (Album, 2007, Black Market Activities)
- Horrorscension (Album, 2012, Black Market Activities)